# Tybava
Tybava (ukrajinsky Тибава, maďarsky Havasalja nebo také Nagytibava) je obec ve Svaljavské městské komunitě, v Mukačevském okrese, v Zakarpatské oblasti Ukrajiny. Osadou obce Tybava je Mala Martynka. V roce 2025 žilo v Tybavě 923 obyvatel; v celé obci pak 1820 obyvatel.

## Historie
V okolí byly nalezeny bronzové náramky ze 13. století před naším letopočtem. První písemná zmínka o sídle pochází z roku 1468, kdy byla ves uvedena pod názvem Thybafalwa.
Další názvy: 1610 – Buznicza, 1630 – Tiboua, 1645 – Busnicza al. Tibova, 1773 – Nagy Tibava, Welika Tibawa, 1808 –Tibava (Nagy–), Tybawa (Welká–), 1851 – Tibava (Kis és Nagy), 1877 – Tibava (Nagy–), Velika–Tibava, 1913 – Havasalja, 1925 Tibava, 1930 – Tybava, 1944 – Nagytibava, Велика Тибава, 1983 – Тибава.
V období mezi světovými válkami byla obec součástí první československé republiky.

## Osobnosti
- Jurij Venelin, narozen jako Юрий Гуца, latinsky Georgius Hutza, (1802–1839), historik a publicista, jeden ze zakladatelů slavistiky
- Andrej Karabeleš (1906–1964), básník, spisovatel a pedagog